# ويليام أوكس
ويليام أوكس (بالإنجليزية: William Oakes)‏ هو عالم نبات أمريكي، ولد في 1 يوليو 1799، وتوفي في 31 يوليو 1848 بسبب غرق.